# Hey There Delilah
«Hey There Delilah» - песня американской поп-панк группы Plain White T’s. Она была выпущена в мае 2006 года как третий сингл с их третьего студийного альбома «All That We Needed». В течение следующего года её проигрывали по радио и она достигла № 1 в чарте Billboard Hot 100 в июле 2007 года. Песня была показана в телевизионных шоу «Путешественник», «I Love the New Millenium», «Оранжевый — хит сезона», и «Гриффины»

## Создание и запись
Песня была записана в Северном Голливуде для третьего альбома Plain White T’s' «All That We Needed». В следующем альбоме «Every Second Counts» «Hey There Delilah» включена бонусным треком; струнную партию, отсутствующую в оригинале, написал и исполнял Eric Remschneider.
Песню написал фронтмен группы Том Хиггенсон после встречи с легкоатлеткой и бегуньей Делайлой Ди Кресензо.

## Выпуск
Plain White T’s выпустили песню в мае 2006 года. В июле 2007 песня достигла первой позиции в чарте Billboard Hot 100. С 3 по 28 июля песня была на первом месте по продажам в американском iTunes.
«Hey There Delilah» была первым синглом the Plain White T’s, который достиг первой позиции в чарте. В Великобритании сингл достиг второй строчки, где песня была 14 самым продаваемым синглом.
Со дня релиза на песню играли каверы разные исполнители. Было продано более 4 миллионов копий только в США.

## Клип
Режиссёр — Джей Мартин.
В нём вокалист Том Хиггенсон исполняет песню, а остальные участники группы находятся в другой комнате. Единственная другая партия — струнная, которую исполняет Эрик Рэмшнейдер.
В другой части видео показывают девушку певца, Делайлу, которая посещает колледж в Нью-Йорке. Она ходит по городу.

## История выпуска
| Страна        | Дата выхода                  |
| ------------- | ---------------------------- |
| США           | 9 мая 2006 (2006-05-09)      |
| По всему миру | 30 августа 2007 (2007-08-30) |